# 2纳米制程
在半导体产业中，2納米制程是在3纳米制程技術水準之后的下一个半导体制造制程。台积电和三星皆規劃於2025年量產，英特尔最早宣布2027年量產，在更改節點命名後20A製程預計2024年量產。

## 背景
國際裝置與系統發展路線圖（IRDS）在2017年曾預計2.1奈米製程將在2027年量產。
2018年底，台积电董事长劉德音预测芯片规模将继续扩大到3nm和2nm水准；然而，到2019年，其他半导体专家还没有决定台积电的技术水准是否可以在3nm以外的水准上使用。
台积电于2019年开始了2nm技术的研究。台积电希望在从3nm到2nm时，能实现从FinFET到闸极全环晶体管（GAAFET）类型的转变。据报道，台积电预计将在2023年或2024年左右进入2nm风险生产。2020年8月，台积电开始在新竹科學工業園區建立一个2nm技术的研发实验室，预计到2021年部分投入使用。据报道，在2020年9月，台积电董事长劉德音曾表示，公司将在台湾新竹建立一个2nm水准的工厂，也可以根据需求在台中市的中部科學工業園區安装生产。預計2025年量產。
英特尔於2019年计划在2027年達至2nm制程水准。該公司於2021年7月宣布新的節點命名方式，其中2nm製程命名為「Intel 20A」，「A」為長度單位埃格斯特朗（Å），即0.1奈米
2021年5月，IBM宣佈在美國紐約州奧爾巴尼的晶片生產研究中心成功製造出全球首顆2nm製程GAAFET晶片。
2022年8月，日本成立Rapidus公司，旨在2027年将半导体制程提高到2纳米。

## 未來發展
國際裝置與系統發展路線圖（IRDS）曾預計2030年量產1.5奈米以及2033年量產1奈米。
目前英特爾已規劃18A（相當於1.8奈米）於2026年量產，英特爾和台積電皆規畫1.4奈米於2028年量產，三星則規劃於2029年量產。另外台積電規劃2026年量產1.6奈米，2030年量產1奈米。
英特爾最早在2019年規劃1.4奈米於2029年量產，節點更新後14A(相當於1.4奈米)預計於2028年量產。